# 고양 자이크로 FC R
고양 자이크로 FC R(Goyang Zaicro Football Club Reserves)은 대한민국 경기도 고양시에 있었던 축구 선수단이다. 고양하이에프씨가 운영했던 남자 U-23 축구단이다.

## 참고 문헌
- “스포츠지원포털 등록 현황”. 대한체육회.
- “KFA 통합경기정보 시스템”. 대한축구협회.

## 같이 보기
- 고양 자이크로 FC